# Erysiphe australiana
Erysiphe australiana är en svampart som först beskrevs av Daniel McAlpine, och fick sitt nu gällande namn av U. Braun & S. Takam. 2000. Erysiphe australiana ingår i släktet Erysiphe och familjen Erysiphaceae.   Inga underarter finns listade i Catalogue of Life.